# يان مور (كاتب)
يان مور هو كاتب سيناريو ومنتج تلفزيوني كندي، ولد في 6 فبراير 1953.

## وصلات خارجية
- يان مور على موقع IMDb (الإنجليزية)
- يان مور على موقع قاعدة بيانات الأفلام السويدية (السويدية)
- يان مور على موقع قاعدة بيانات الفيلم (الإنجليزية)
- يان مور على موقع كينوبويسك (الروسية)